# Siebenhonnschaften
Siebenhonnschaften war bis 1929 eine Gemeinde im damaligen Landkreis Essen in der preußischen Rheinprovinz. Das frühere Gemeindegebiet gehört heute größtenteils zur Stadt Essen. Ein kleinerer Teil gehört heute zur Stadt Velbert im Kreis Mettmann.

## Geographie
Die Gemeinde Siebenhonnschaften bestand anfänglich aus den folgenden sieben Honnschaften:
- Fischlaken
- Hamm
- Heidhausen
- Hinsbeck
- Holsterhausen
- Klein-Umstand
- Rodberg

Die alten Honnschaften Fischlaken und Hamm bilden heute den Essener Stadtteil Fischlaken, Hinsbeck und Rodberg gehören heute zum Essener Stadtteil Kupferdreh, Heidhausen und Holsterhausen bilden den Essener Stadtteil Heidhausen während Klein-Umstand heute zur Stadt Velbert im Kreis Mettmann gehört. Die Gemeinde Siebenhonnschaften umfasste 1885 eine Fläche von 22,9 km².

## Geschichte
Aus den Honnschaften der ehemaligen Reichsabtei Werden wurden im 19. Jahrhundert im Landkreis Essen mehrere Landgemeinden gebildet. Die südlich der Ruhr und östlich der Stadt Werden liegenden sieben Honnschaften bildeten die Gemeinde Siebenhonnschaften, die zur Bürgermeisterei Werden-Land gehörte. Auf dem Gemeindegebiet bestand eine große Zahl von kleineren Kohlezechen.
Am 15. Januar 1875 schieden die beiden Honnschaften Hinsbeck und Rodberg aus der Gemeinde aus und bildeten die neue Gemeinde Kupferdreh. Der Name der alten Gemeinde wurde nicht geändert, obwohl sie seitdem nur noch aus fünf Honnschaften bestand.
Durch das Gesetz über die kommunale Neugliederung des rheinisch-westfälischen Industriegebiets wurde die Gemeinde am 1. August 1929 aufgelöst. Die Honnschaften Fischlaken, Hamm, Heidhausen und Holsterhausen kamen zur Stadt Essen, während Klein-Umstand zur Stadt Velbert kam.

## Einwohnerentwicklung
| Jahr | Einwohner | Quelle |
| ---- | --------- | ------ |
| 1832 | 2525      | [ 2 ]  |
| 1861 | 4780      | [ 3 ]  |
| 1871 | 5208      | [ 4 ]  |
| 1885 | 3555      | [ 1 ]  |
| 1910 | 6011      | [ 5 ]  |